# Campylopus extinctus
Campylopus extinctus är en bladmossart som beskrevs av G. Frahm 1996. Campylopus extinctus ingår i släktet nervmossor, och familjen Dicranaceae. Inga underarter finns listade i Catalogue of Life.